# Chaetopterygopsis maclachlani
Chaetopterygopsis maclachlani là một loài Trichoptera trong họ Limnephilidae. Chúng phân bố ở miền Cổ bắc.